# Рингсберг
Рингсберг (нем. Ringsberg) — община в Германии, в земле Шлезвиг-Гольштейн. 
Входит в состав района Шлезвиг-Фленсбург. Подчиняется управлению Лангбаллиг.  Население составляет 508 человек (на 31 декабря 2010 года). Занимает площадь 5,26 км².